# Remondis

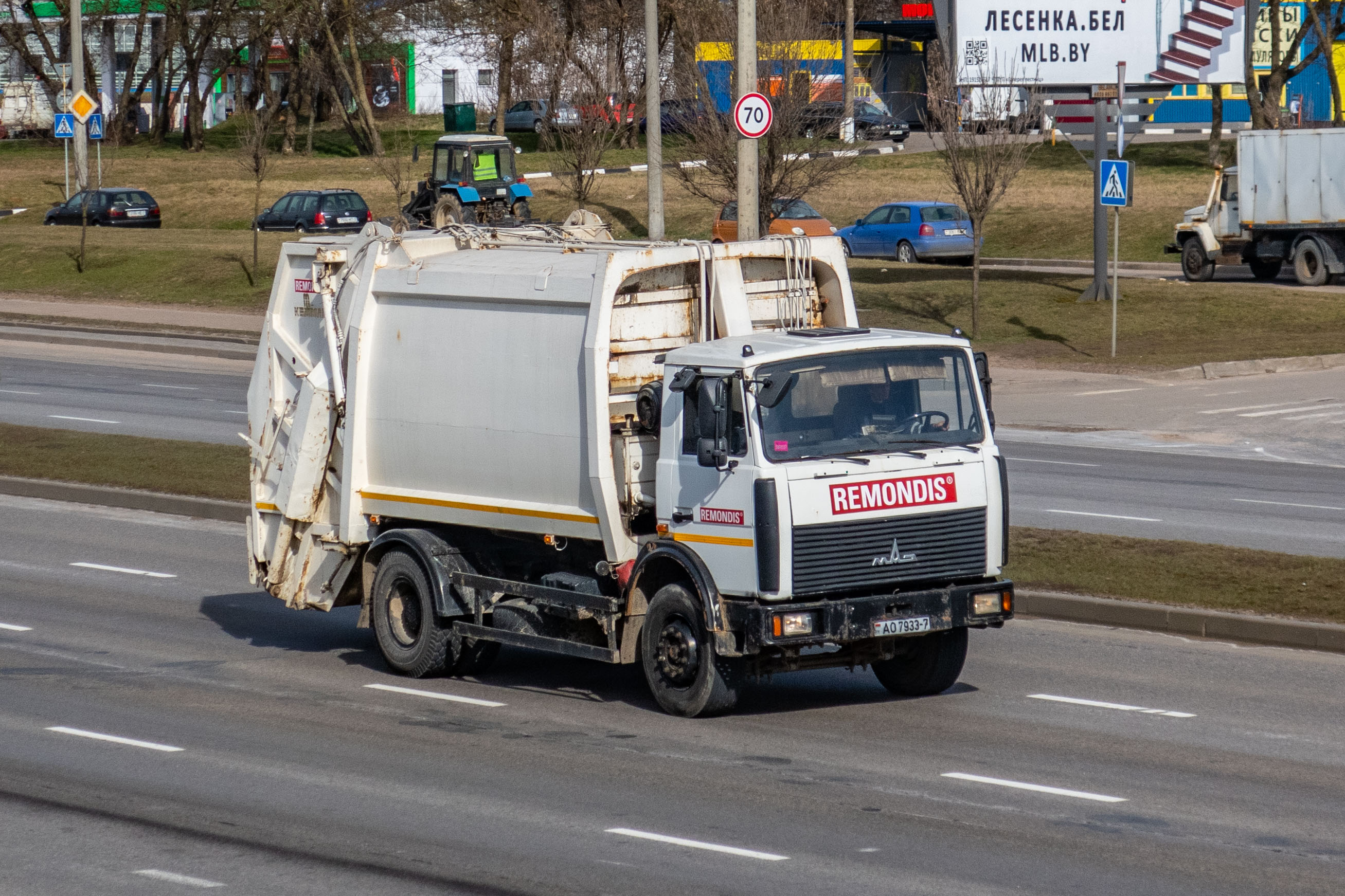
Śmieciarka Remondis w Mińsku (Białoruś)

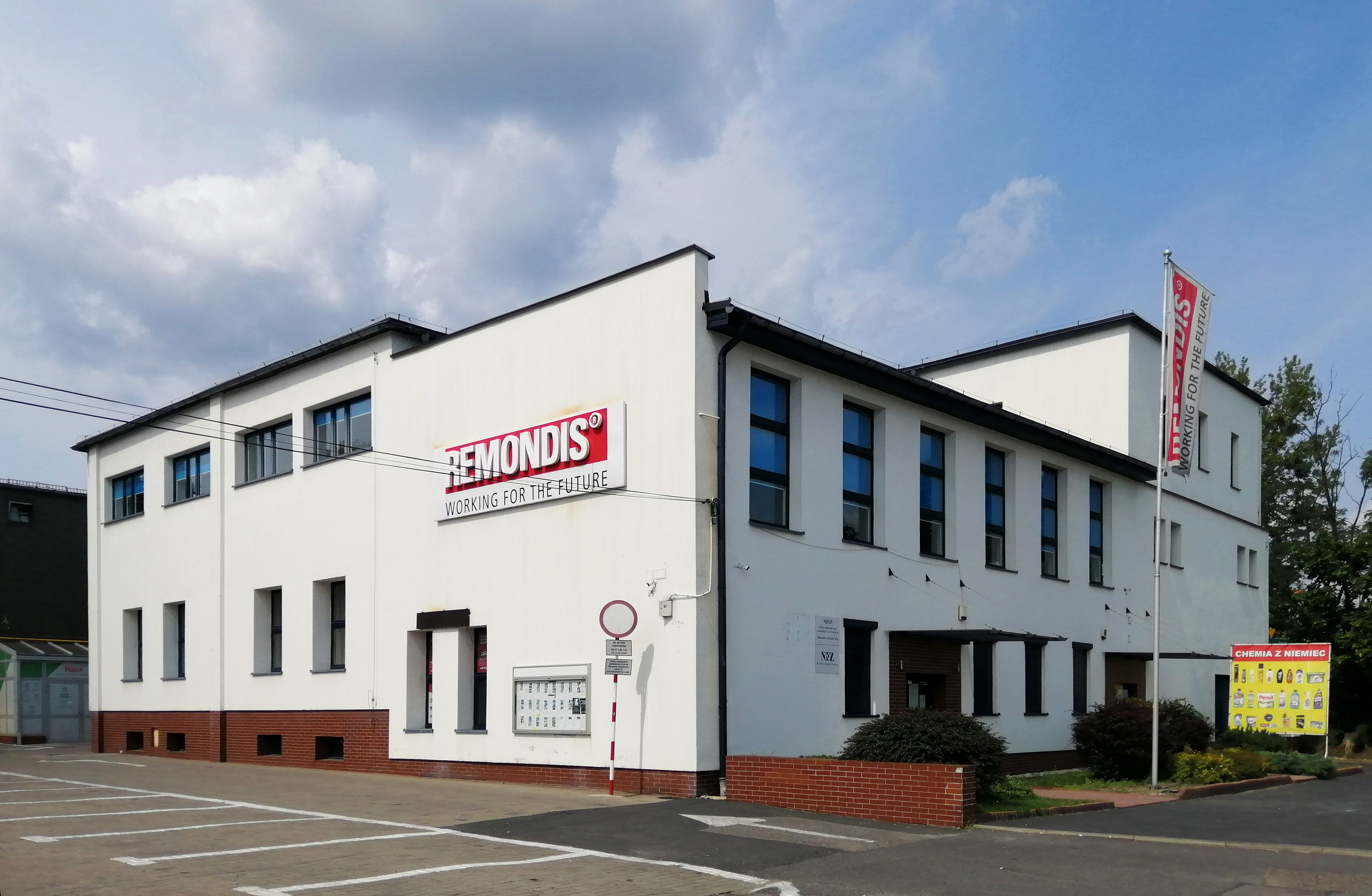
Remondis w Tarnowskich Górach

Remondis SE & Co. KG – niemieckie przedsiębiorstwo z sektorów: zbiórki i przetwarzania odpadów, gospodarki wodno-ściekowej i oczyszczania miasta.
Jest firmą rodzinną założoną w 1934 r., do 2005 działającą pod nazwą Rethmann. Jest największym przedsiębiorstwem gospodarki odpadami i recyklingu w Niemczech, z dużym udziałem w rynku w Polsce i w Australii oraz mniejszym w kilkunastu innych krajach Europy oraz w Japonii, Chinach i na Tajwanie.

## Działalność Remondis w Polsce
Firma weszła do Polski w 1992 r. Świadczy usługi w ok. 30 miastach w kraju i zatrudnia ponad 1850 pracowników. Jej podstawowa działalność polega na zbiórce i transporcie odpadów oraz oczyszczaniu miasta i odbywa się w miejscowościach:
- kujawsko-pomorskie: Bydgoszcz
- lubelskie: Świdnik
- łódzkie: Zduńska Wola, Łódź, Piotrków Trybunalski, Radomsko
- małopolskie: Kraków
- mazowieckie: Błonie, Drobin, Płock, Sochaczew, Warszawa, Siedlce, Otwock
- opolskie: Olesno, Opole, Kędzierzyn-Koźle
- pomorskie: Gdynia, Lębork
- śląskie: Częstochowa, Tarnowskie Góry, Ogrodzieniec, Sosnowiec, Gliwice, Pszczyna, Tychy, Ruda Śląska
- świętokrzyskie: Ostrowiec Świętokrzyski, Starachowice
- warmińsko-mazurskie: Mrągowo, Olsztyn
- wielkopolskie: Wągrowiec, Kościan, Poznań, Jaraczewo, Kalisz
- zachodniopomorskie: Świnoujście, Szczecin, Barwice

Poza działalnością podstawową spółka posiada także zakłady specjalistyczne:
- Zakład Produkcji Paliw Alternatywnych – Górażdże
- Zakład Utylizacji Odpadów – Dąbrowa Górnicza
- Remondis Data Office, niszczenie dokumentów – Piaseczno, Poznań, Szczecin, Tarnowskie Góry
- Zakłady przetwarzania sprzętu elektrycznego i elektronicznego (elektrorecykling) – Słupsk, Grodzisk Mazowiecki, Łódź
- Remondis Aqua – Warszawa
- Eko – Punkt – organizacja odzysku – Warszawa
- Remondis Medison – odpady medyczne – Dąbrowa Górnicza